# San Girolamo penitente (Lotto Roma)
San Girolamo penitente è un dipinto a olio su tavola (80,5x61 cm) di Lorenzo Lotto, databile al 1509 circa e conservato nel Museo nazionale di Castel Sant'Angelo a Roma. L'opera è firmata ("L. Lotus").

## Storia
L'opera, non datata, viene riferita al soggiorno romano dell'artista, per alcuni elementi che attestano l'influenza di alcuni artisti attivi a Roma sotto Giulio II, tra cui soprattutto Raffaello, del quale Lotto fu uno degli assistenti durante la decorazione delle Stanze Vaticane.
Non si hanno notizie sulla committenza originale dell'opera, che nel 1916 venne donata al museo da un collezionista privato.

## Descrizione e stile
L'opera deriva per sommi capi dallo schema del San Girolamo del 1506, con una posa simile del santo seduto nel paesaggio, avvolto in un panno rosso. Innanzitutto colpisce però il diverso stile del paesaggio, più pacato, sfoltito dall'opprimente vegetazione, e aperto, a destra, su un panorama collinare a perdita d'occhio, in cui si vedono alcuni segni della presenza umana (una cittadina, un ponte) immersi nella natura. Le forme antropomorfe della vegetazione però, soprattutto gli alberi come quello con la radice abbarbicata a uno sperone roccioso, innescano ancora un sentimento di mistero e inquietudine, derivato dalla lezione (magari filtrata dalle incisioni) della scuola danubiana. Le figurette che qua e là animano lo sfondo (un pastore, un contadino con l'asino, un boscaiolo che abbatte un tronco morto) sono anche leggibili in chiave simbolica, legata a Cristo.
Il tema della penitenza è relegato al secondo piano, dove sullo sperone aguzzo si trova un altro piccolo Girolamo che si protende verso il crocifisso. Il santo in primo piano invece non ha più la pietra per percuotersi in mano, ma è tutto preso dalla lettura dei volumi attorno a sé. A sinistra fa capolino l'immancabile leone addomesticato dal santo.
L'aggiornamento della composizione venne influenzato dagli affreschi del Sodoma nel soffitto della Stanza della Segnatura, che Lotto vide sicuramente durante la sua prestazione di lavoro nelle stanze papali. Inoltre Girolamo riecheggia il Diogene affrescato da Raffaello sui gradini della Scuola di Atene, con la testa ripresa invece dal Girolamo raffaellesco nella Disputa del Sacramento.